# Karmi

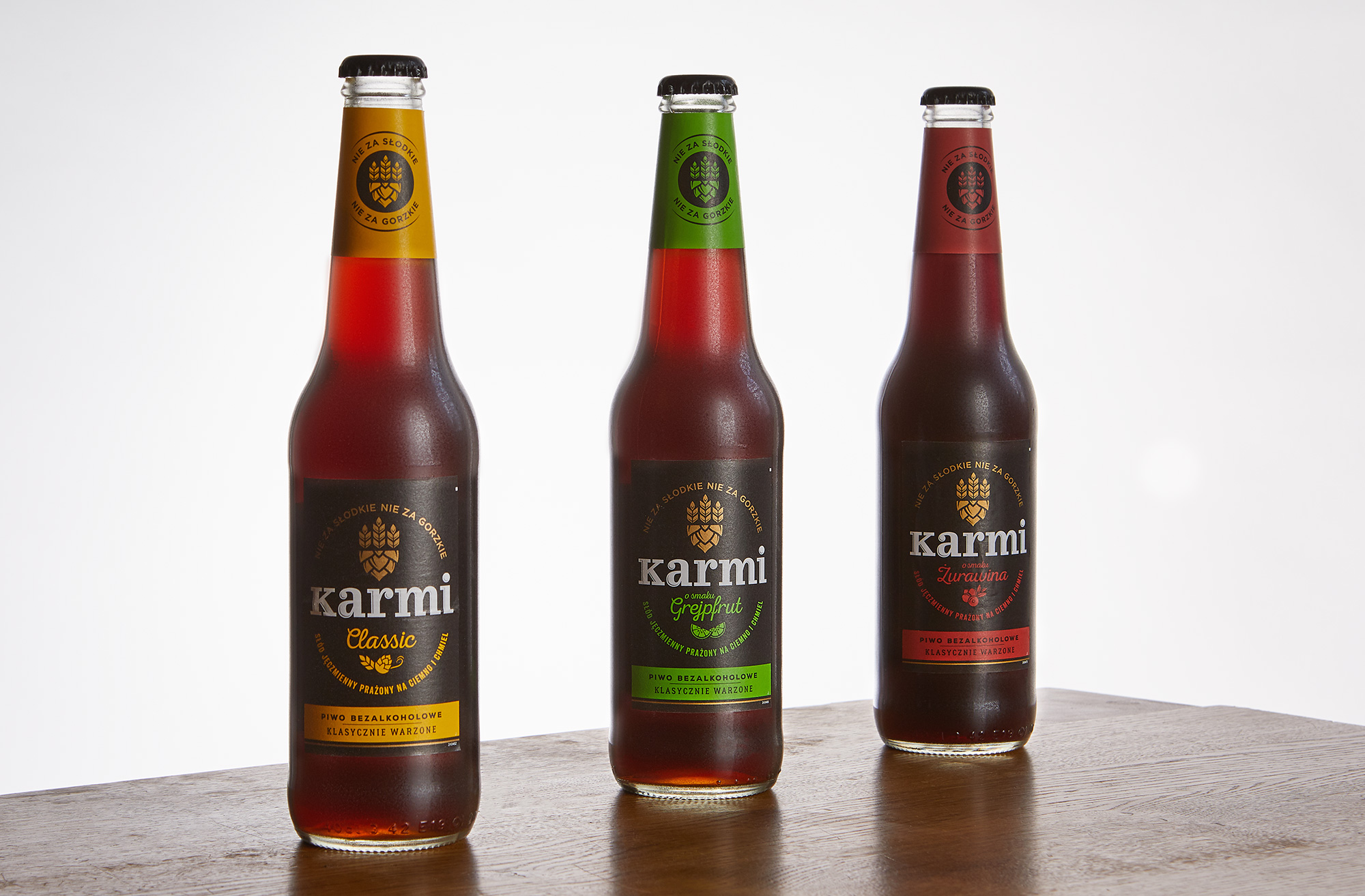
Piwo Karmi w trzech wariantach smakowych

Karmi – marka polskiego piwa bezalkoholowego (do 0,5 proc. alkoholu), produkowanego przez Carlsberg Polska. Karmi jest warzone tradycyjną metodą z zastosowaniem klasycznych piwowarskich składników – chmielu i kilku rodzajów słodów: pilzneńskiego, monachijskiego, karmelowego i palonego. To one nadają mu ciemnobrązową barwę oraz smak piwnej goryczki z nutą słodyczy.

## Historia marki
Pierwsza warka piwa Karmi została uwarzona w Browarze Okocim w 1993 r. Miało ono poniżej 1,2% zawartości alkoholu i dzięki temu mogło zostać zaliczone do grupy piw bezalkoholowych. Recepturę i nazwę piwa Karmi wymyślił główny technolog w browarze Okocim Andrzej Capik.
Karmi cieszyło się popularnością wśród konsumentów, o czym świadczy wiele zdobytych przez ten produkt nagród, np.: 
- Medal Honorowy IX Ogólnopolskich Targów Zdrowej Żywności w Tarnowie (1993),
- II miejsce na II Międzynarodowych Targach Wina, Piwa i Napojów w Kielcach (1993),
- I miejsce w Konkursie Jakości Piwa w Gdańsku (1994),
- Złoty Medal na X Ogólnopolskich Targach Zdrowej Żywności w Tarnowie (1994),
- Złota Ciupaga na Międzynarodowych Targach Ziem Górskich w Krynicy (1994),
- Srebrny Medal na X Festiwalu Piw Polskich w Łodzi (1997),
- Konsumencki Znak Jakości na X Prezentacji Artykułów Żywnościowych w Warszawie (2000).

W 2002 roku, kiedy Browar Okocim stał się częścią Carlsberg Polska, zdecydowano się na odświeżenie marki – Karmi promowano wtedy jako „piwo dla kobiet”. W spotach reklamowych produktu wystąpił aktor Bogusław Linda. W 2004 r., według Instytutu Badań Opinii i Rynku PENTOR w Poznaniu, Karmi znajdowało się na trzecim miejscu najczęściej sprzedawanych piw smakowych. 
Od 2015 r. twarzą marki Karmi stała się Penelope Cruz, gwiazda kina i laureatka Oscara. Współpracę zapoczątkowało wprowadzenie na rynek nowego wariantu smakowego Karmi Granat-Pomarańcza, wybranego przez gwiazdę.
W 2016 r., marka Karmi była na pierwszym miejscu wśród piw bezalkoholowych w Polsce, z udziałem wolumenowym na poziomie 34% w tej kategorii. 

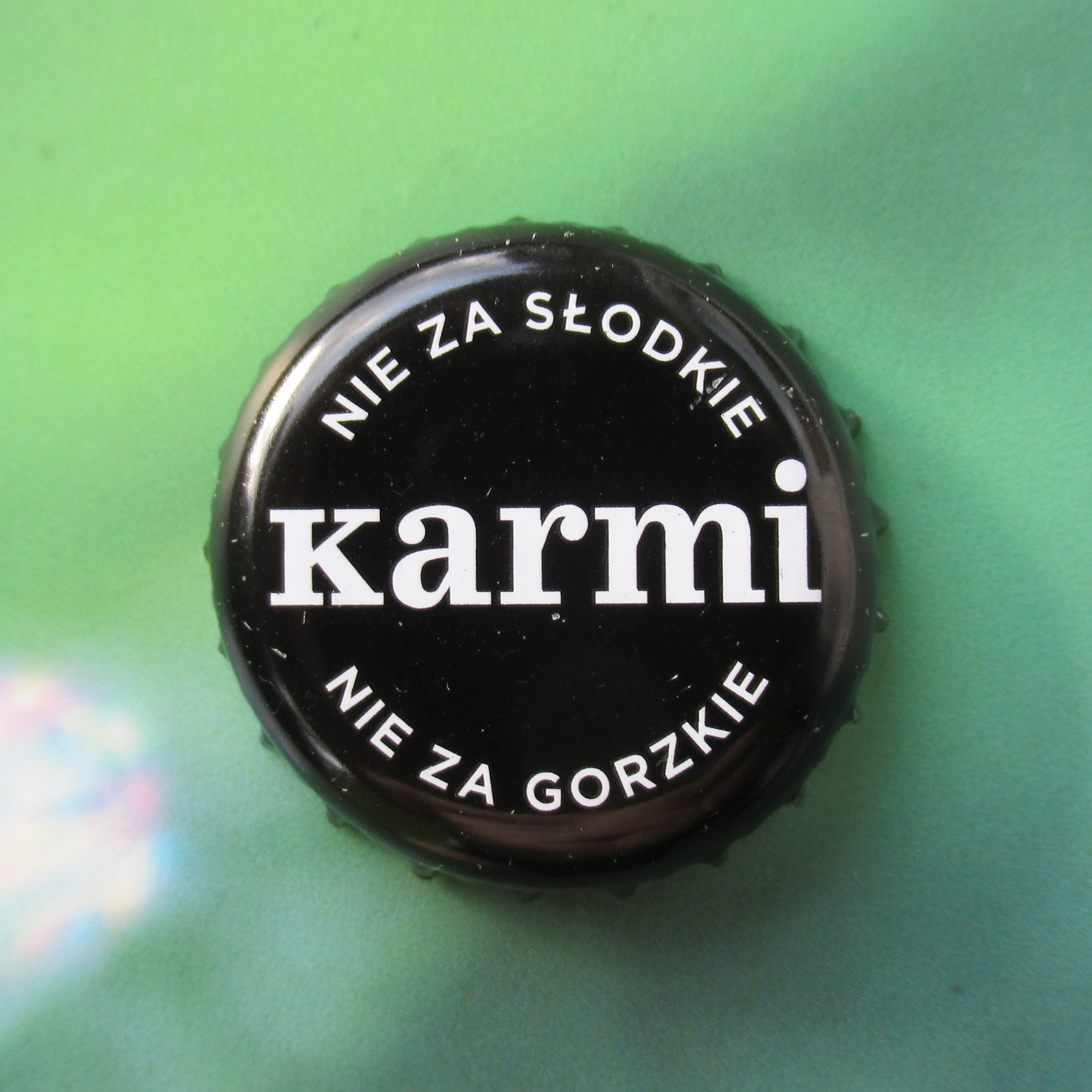
Kapsel z hasłem reklamowym

Kolejny rebranding marki nastąpił w roku 2017. Na rynku pojawiło się nowa kampania pod hasłem „Nie za słodkie, nie za gorzkie” oraz towarzyszący jej nowy spot z udziałem Penelope Cruz i nowe opakowania. Kampania zwraca uwagę na proces warzenia piwa Karmi, który łączy lekką goryczkę chmielową z nutą słodyczy oraz na to, że bezalkoholowe piwo Karmi jest skierowane zarówno dla kobiet jak i dla mężczyzn.

## Warianty
Podstawowym wariantem jest Karmi Classic, warzone w Browarze Okocim od 1994 r. – ciemne piwo pasteryzowane, o zawartości do 0,0% alkoholu, w skład którego wchodzą mieszanki słodów jęczmiennego: pilzneński, monachijski, karmelowy i palony oraz chmiel, dostępne w butelkach 0,5 l i 0,4 l 
Obok klasycznej wersji w sprzedaży są następujące piwa:
- Karmi Grejpfrut – piwo, bezalkoholowe, pasteryzowane, alk. do 0,5% obj., o smaku grejpfrutowym[7]
- Karmi Żurawina – piwo, bezalkoholowe, pasteryzowane, alk. do 0,5% obj., o smaku żurawinowym[8]

## Warianty historyczne
- Karmi Poema di Cáffe – lekkie, niskokaloryczne piwo o zawartości alkoholu 0,5% i 10,5% ekstraktu o kawowym aromacie i ciemnym zabarwieniu; zdobyło nagrodę „Hit Handlu 2006” w kategorii „Piwo”[9]
- Karmi Malinowa Pasja – niskoprocentowe piwo o 0,5% zawartości alkoholu, o smaku malin i karmelu – 2007 r.
- Karmi Black – piwo alkoholowe (4%), które pojawiło się na rynku w 2008 r.
- Karmi Tiramisu – piwo o 0,5% zawartości alkoholu, o smaku tiramisu – 2014 r.
- Karmi Granat-Pomarańcza – piwo bezalkoholowe o smaku granatu i pomarańczy – 2015 r.
- Karmi Grejpfrut – piwo bezalkoholowe o smaku grejpfruta i pomelo – 2016 r.